# Парр, Бен
Бен Парр (англ. Ben Parr, род. 12 февраля 1985 года, Принстон, Иллинойс) — американский журналист, автор, венчурный капиталист и предприниматель. Сооснователь и управляющий партнëр венчурного фонда DominateFund, автор книги «Ловушка для внимания: Как вызвать и удержать интерес к идее, проекту или продукту».
Бен Парр получил известность как редактор Mashable, популярного сайта, посвящëнного цифровой культуре, и колумнист CNET
. В 2012 году Парр вошел в список Forbes «30 до 30».

## Ранние годы
Бен Парр родился в 1985 году в городе Принстон, штат Иллинойс в семье Гарольда Э. Парра мл. (англ. Harold E. Parr Jr.) и Виларат Нид Парр (англ. Vilarat Nid Parr). В 2004 окончил Princeton High School, Иллинойс. На выпускном вечере произносил речь от лица выпускников.
В сентябре 2006 года во время учебы в Северо-Западном университете Парр провёл успешную кампанию против запуска News Feed на Facebook. Он создал группу «Студенты против News Feed», собравшую более 730 000 участников. Facebook пришлось прислушаться к протестам и усилить контроль конфиденциальности.
В 2008 году Бен Парр окончил Северо-Западный университет, получив степень бакалавра искусств в области культуры (англ. Science in Human Culture) и политологии, а также в области бизнеса (англ. Business Institutions).
Парр был награждён Kapnick Prize за пропаганду предпринимательства среди студентов, а после выпуска был избран президентом университетского клуба предпринимателей InNUvation club.

## Карьера

### Mashable
Бен Парр начал сотрудничать с Mashable в качестве автора в августе 2008 года, в марте 2009 года он стал помощником редактора, соредактором в сентябре 2009 года и пишущим редактором в мае 2011 года.
За время работы в Mashable Парр написал 2 446 статей, посвящённых сетевым технологиям, бизнесу и СМИ.
Бен Парр был уволен в ноябре 2011 года из-за разногласий с руководством по вопросу размера денежной компенсации.

### CNET
В феврале 2012 года Парр объявил о начале сотрудничества в качестве комментатора и колумниста с сайтом CNET.
Вплоть до 2013 года в своей колонке «Социальный аналитик» Бен Парр писал о «ключевых игроках, тенденциях и компаниях высокотехнологичных отраслей и социальных медиа от стартапов до отраслевых гигантов».

### DominateFund
В 2012 году Бен Парр в партнерстве с Мэттом Шлихтом (англ. Matt Schlicht) и Мази Кацерони (англ. Mazy Kazerooni) основал венчурный фонд DominateFund. Компания помогает стартапам привлечь внимание к их продуктам с помощью знаменитостей, прессы, маркетинга, привлечения клиентов и вирусных технологий.

### «Ловушка для внимания»
В феврале 2014 года Бен Парр объявил, что пишет свою первую книгу, которая и вышла в свет в марте 2015 года в издательстве HarperCollins. В книге рассматриваются вопросы психологии внимания и способы применения научных достижений. В книгу вошли интервью с Шерил Сэндберг, Стивеном Содерберг, Грантом Имахара, Дэвидом Коперфильдом и другими.

### Inc. Magazine
В сентябре 2014 года Парр начал вести колонку Inc. Magazine. Она посвящена вопросам бизнеса и предпринимательства.

## Награды и отличия
В 2010 году Бен Парр был назван Американской ассоциацией по связям с общественностью (англ. Public Relations Society of America) «Законодателем мод, светилом и летописцем отрасли высоких технологий» (англ. Technology Industry Trendsetter, Luminary & Chronicler).
В 2011 году Say Media назвал Парра одним из 10 лучших журналистов в области технологий.
SF Weekly назвала Бена Парра "самым крутым гиком социальных медиа".
В 2012 Парр вместе со своими партнёрами по DominateFund вошёл в список Forbes «30 до 30»
.

## Книги, изданные на русском языке
- Бен Парр. Ловушка для внимания: Как вызвать и удержать интерес к идее, проекту или продукту = Captivology The Science of Capturing People’s Attention. — М.: Альпина Паблишер, 2015. — 276 с. — ISBN 978-5-9614-4988-4.